# Traité de Tolentino
Pour les articles homonymes, voir Tolentino (homonymie).
 (mars 2024).
 Voir le traité sur Wikisource
Le traité de Tolentino ou paix de Tolentino est un traité de paix, signé le 19 février 1797 à Tolentino, dans la région des Marches italiennes, entre la première République française et les États pontificaux.

## Signataires
Le traité, négocié pendant plusieurs jours, est signé par :
- du côté français (Directoire) :
  - le général en chef Bonaparte, commandant l'armée d'Italie,
  - le citoyen Cacault, agent de la République française en Italie ;
- du côté de la Papauté, quatre représentants du pape Pie VI :
  - le cardinal Alessandro Mattei (1744-1820), ancien archevêque de Ferrare,
  - l'abbé Lorenzo Caleppi (1741-1817),
  - le Duc Luigi Braschi-Onesti[2]
  - le marquis Camillo VII Massimo.

## Clauses du traité
Les clauses du traité prévoient de lourdes conséquences pour la papauté : 

### Pertes financières
Quinze millions de lires vont être versées, s'ajoutant aux vingt-et-un millions de lires déjà perdues lors de l'armistice de Bologne. Entre autres, 300 000 livres sont versées en tant que réparations pour l'assassinat en 1793 du diplomate Nicolas-Jean Hugou de Bassville.

### Pertes territoriales importantes
La conservation d'Avignon et du Comtat Venaissin pour la France, la perte des Romagnes pour la République cisalpine.

### La confiscation des trésors artistiques du Vatican s’institutionnalise
- Si vous ne connaissez pas le sujet, laissez ce bandeau (vous pouvez alors contacter les auteurs).
- Si vous supprimez le contenu mis en cause (vous pouvez préalablement contacter les auteurs),

argumentez précisément cette suppression dans la page de discussion
(un manque de référence n'est pas un argument ; une recherche réelle de référence doit avoir été effectuée, être formellement documentée).

Aux pratiques du pillage et de destructions systématiques opérés par les troupes napoléoniennes s'ajoute le caractère désormais officiel du traité. Les États pontificaux doivent donner une centaine de tableaux et œuvres d’art à la France. D'autre part, les commissaires français disposent du droit de se rendre dans les édifices publics ou religieux ainsi que chez les particuliers pour se servir dans les collections artistiques. Des commissaires sont désignés parfois parmi les populations des ghettos, comme à Ancône, pour réquisitionner des œuvres d’art dans les églises, les palais civiques, châteaux, destinées ensuite au musée du Louvre à Paris. Cette dernière partie du traité s'étend à l'ensemble de la péninsule en 1798. 

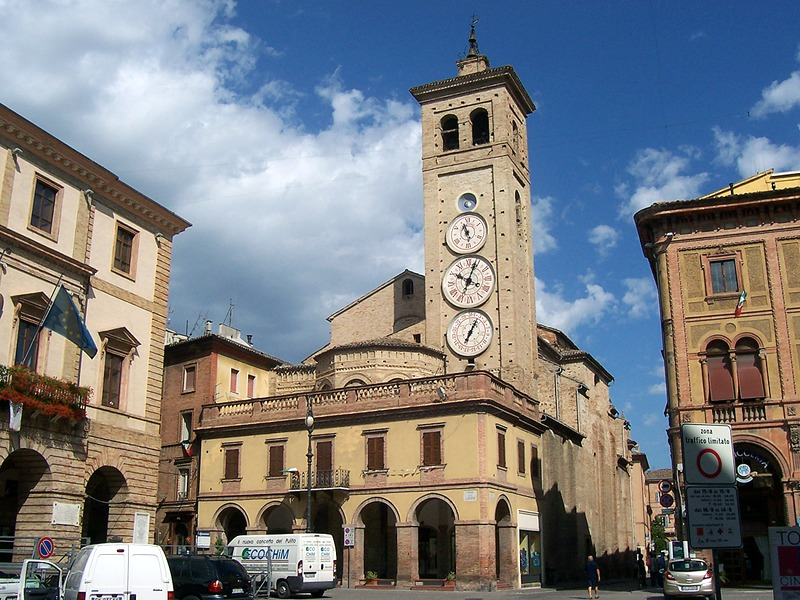
Tolentino dans la région des Marches

Parallèlement au traité, au Vatican, les salles du pape sont ouvertes et complètement saccagées, à la fois pour l'enrichissement des officiers napoléoniens et expressément par Napoléon, tandis que les médaillons en or et en argent sont fondus. La bibliothèque privée du pape Pie VI est achetée par le fonctionnaire Daunou et, en 1809, la collection de marbres du prince Borghèse est vendue à Napoléon sous la contrainte pour huit millions de francs. Le prince n'a même pas obtenu toutes les sommes promises, mais a été payé en terrains confisqués à l'Église et en droits d'exploitation minière dans le Latium, qu'il a ensuite dû restituer à ses propriétaires légitimes. W. Buchanan notait en 1824 la manière dont Napoléon avait imposé une lourde taxation aux princes et à la noblesse romaine... qui s'étaient opposés à son armée, et comment il avait remarqué que ses demandes étaient payées par les propriétaires, il les renouvelait dans la mesure où il avait remarqué que les propriétaires d’œuvres d’art possédaient encore des trésors : c’est ainsi que les familles Colonna, Borghese, Barberini, Chigi, Corsini, Falconieri, Spada et de nombreuses autres familles nobles de Rome ont été forcées de vendre leurs œuvres pour trouver les moyens de supporter le paiement des taxes. À Venise, les chevaux de bronze de Saint-Marc, traditionnellement attribués à Lysippe, sculpteur de bronze d'Alexandre le Grand, ont été envoyés à Paris. Les noces de Cana de Véronèse ont été coupées en deux et envoyées au Louvre. L'Arsenal de Venise a été démantelé, les canons, les plus belles armures et les armes à feu ont été envoyés en France, d'autres ont été fondues. Cependant, parfois, la méconnaissance de certains commissaires chargés des réquisitions fit que certains chefs-d’œuvre restèrent sur place, comme ce fut le cas pour la conversation sacrée de Piero della Francesca, confisquée à Urbino, arrêtée dans son départ pour Paris à Milan en 1811 car jugée de peu d’importance et restée aujourd’hui encore à Milan, ou bien celle de La Donna Velata de Raphaël attribuée à Sustermans. À Lorette, le complexe sculptural en argent dit des apôtres d’Antonio Calcagni et Tiburzio Vergelli est détruit et fondu, le sanctuaire de la sainte Maison de Lorette est fermé sous scellé, la statue de la Madone et les reliques de la sainte Vierge sont envoyées à Paris. S'il a été recensé plus de 506 peintures réquisitionnées, dont 249 reprises en 1815 et 257 tableaux restés en France, la réalité est tout autre. La grande galerie actuelle des peintures italiennes du Louvre ne donne qu’une petite idée du patrimoine artistique confisqué et aujourd’hui disséminé dans bon nombre de musées français, les cabinets d’arts graphiques regorgent encore de dessins, les bibliothèques sont pleines de manuscrits, d’enluminures, quand il n’a pas été revendu ou offert en cadeaux dans toute l’Europe. Quant aux œuvres produites expressément pour des lieux de culte de la région des Marches et restituées aux États pontificaux grâce au concours de Canova, elles sont très souvent restées consignées à Rome. C’est ainsi qu’un bon nombre de polyptyques renaissants du littoral adriatique ont été démantelés et demeurent aujourd’hui encore morcelés.

### Exemples de Sculptures confisquées à la suite du Traité de Tolentino

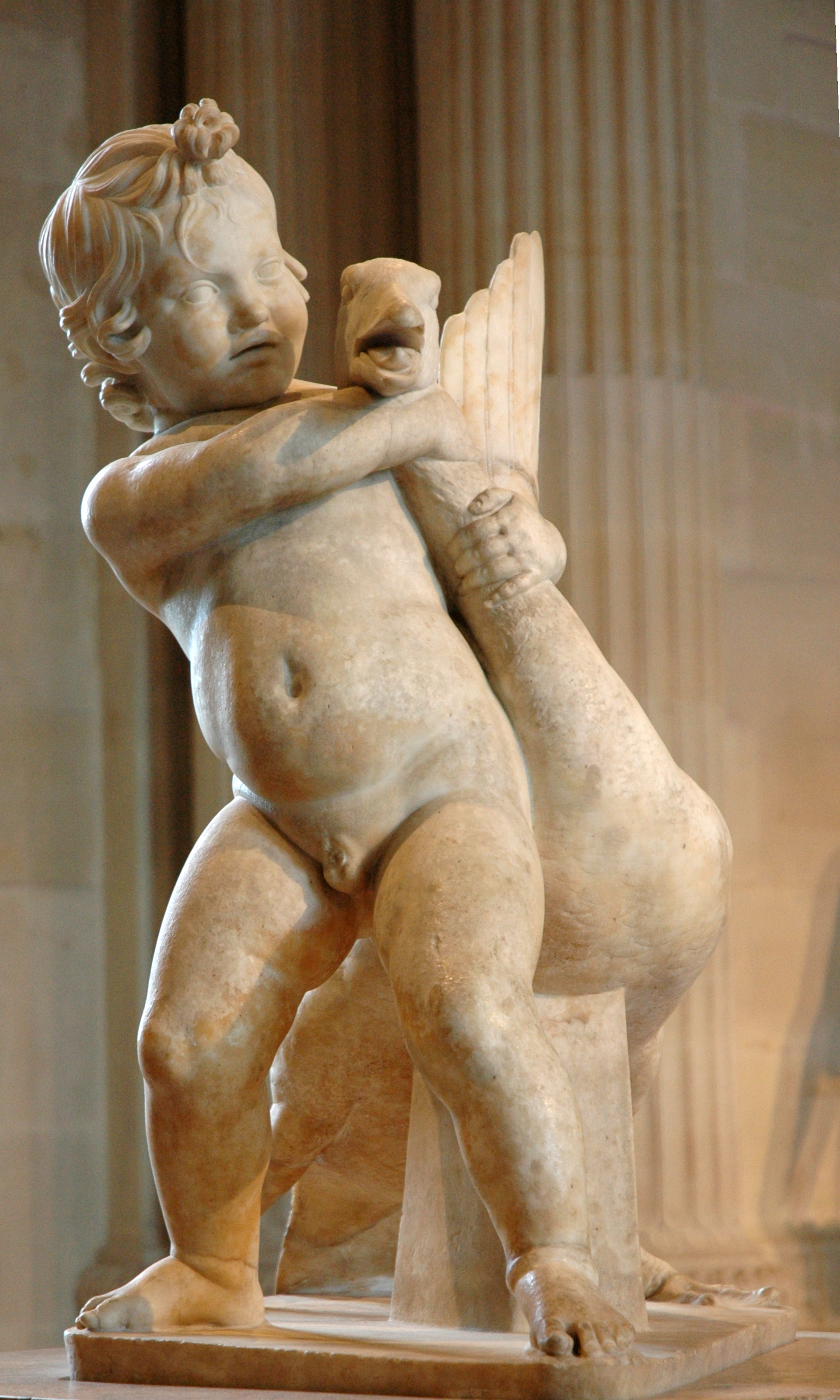
L’Enfant et l’Oie aujourd’hui au Louvre; découvert en 1792 dans la Villa des Quintili sur la Via Appia, anciennement dans les Collections Braschi puis cédée à la France à la suite du traité de Tolentino.
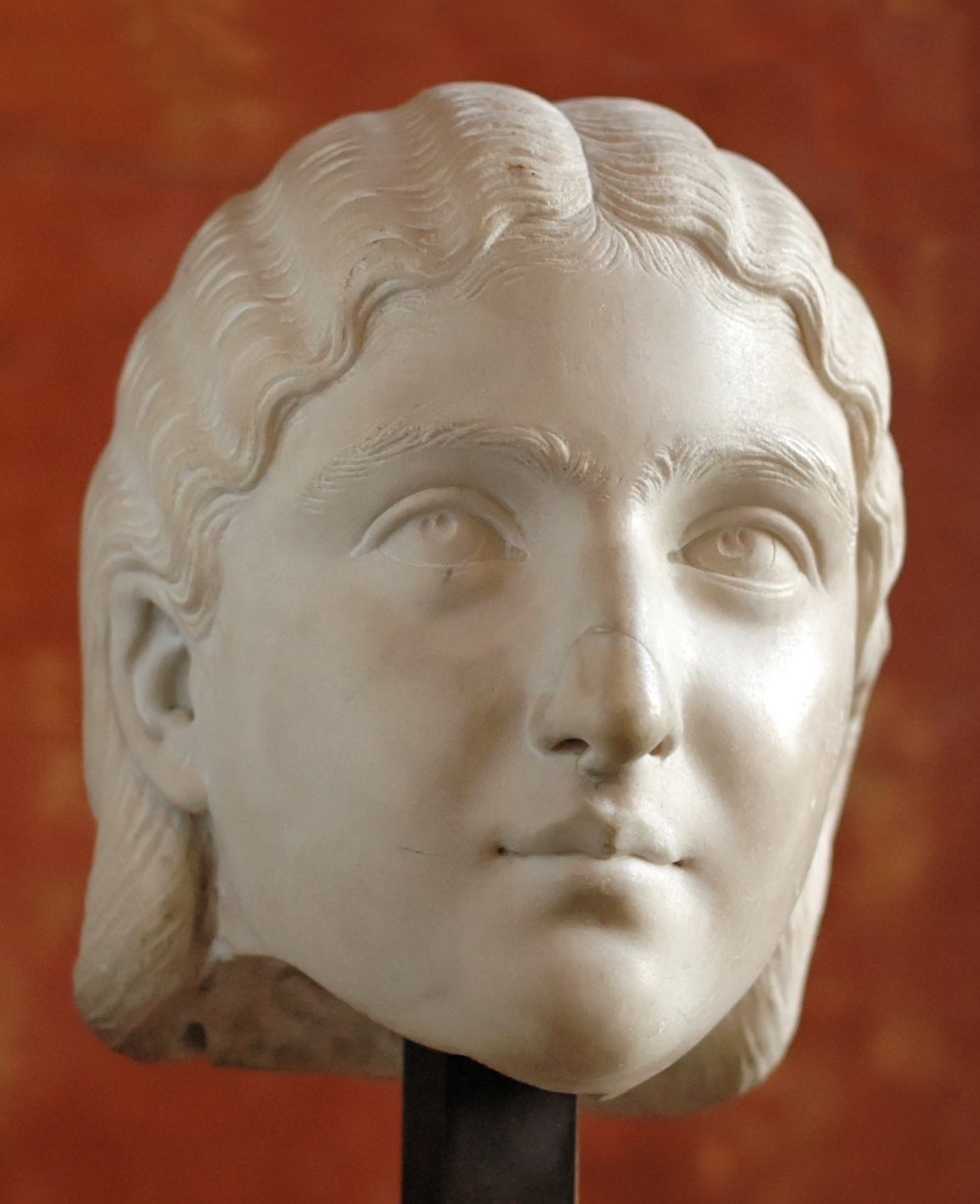
Buste de Sallustia Orbiana, épouse d’Alexandre Sévère, au Louvre
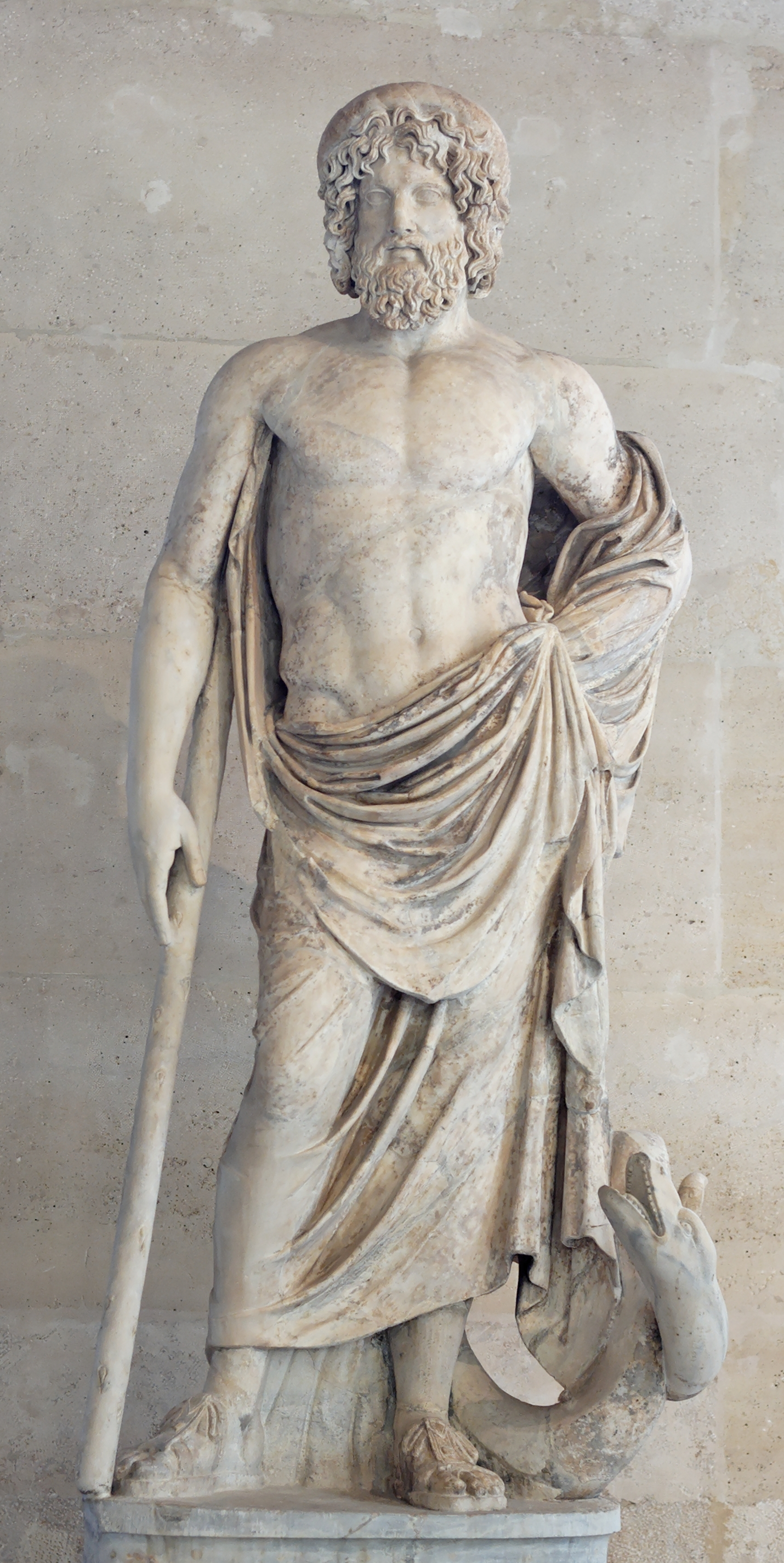
Esculape Thimoteos, des collections Albani, obtenu grâce au traité de Tolentino.
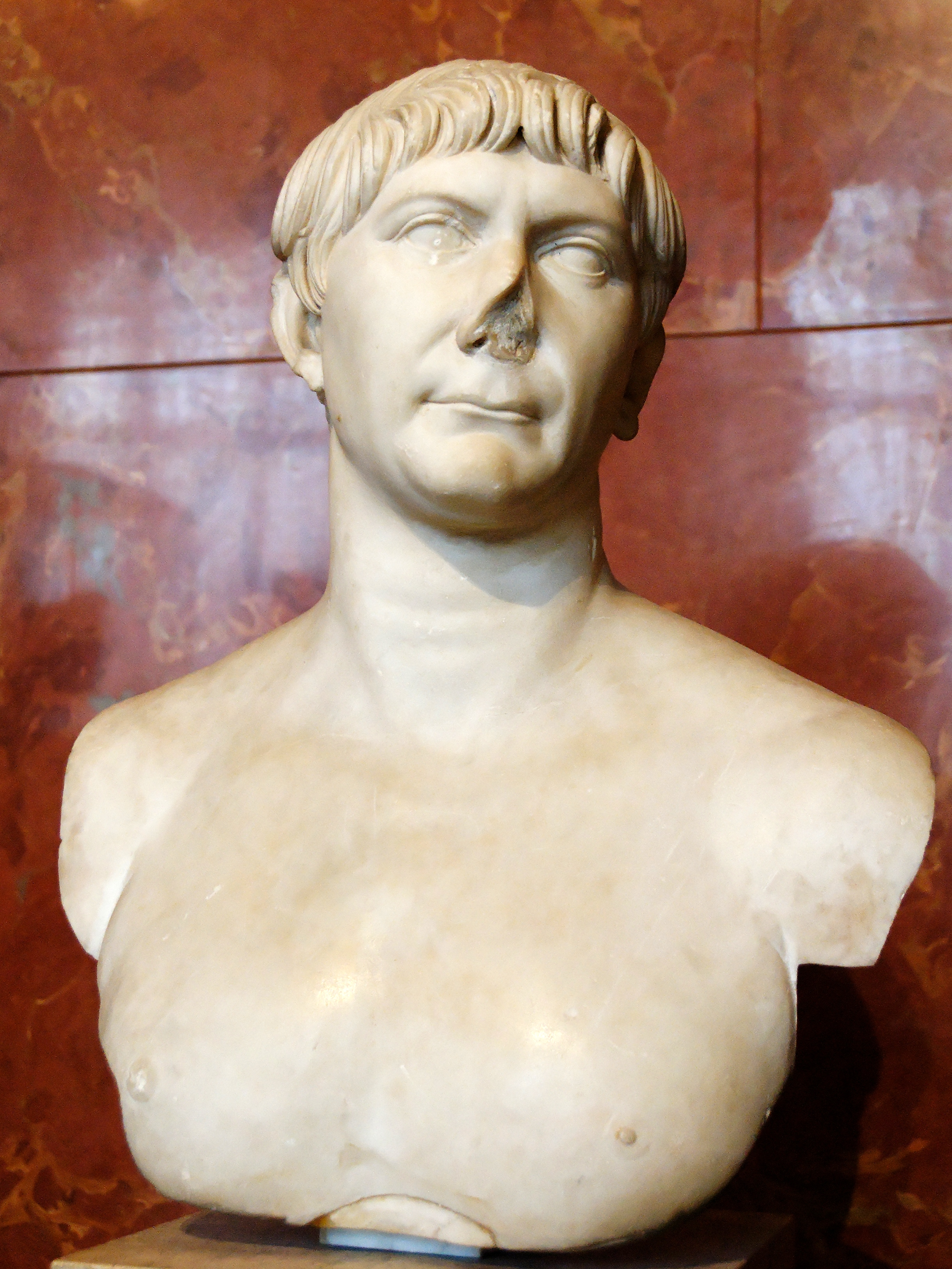
Buste de Trajan aujourd’hui encore au Louvre
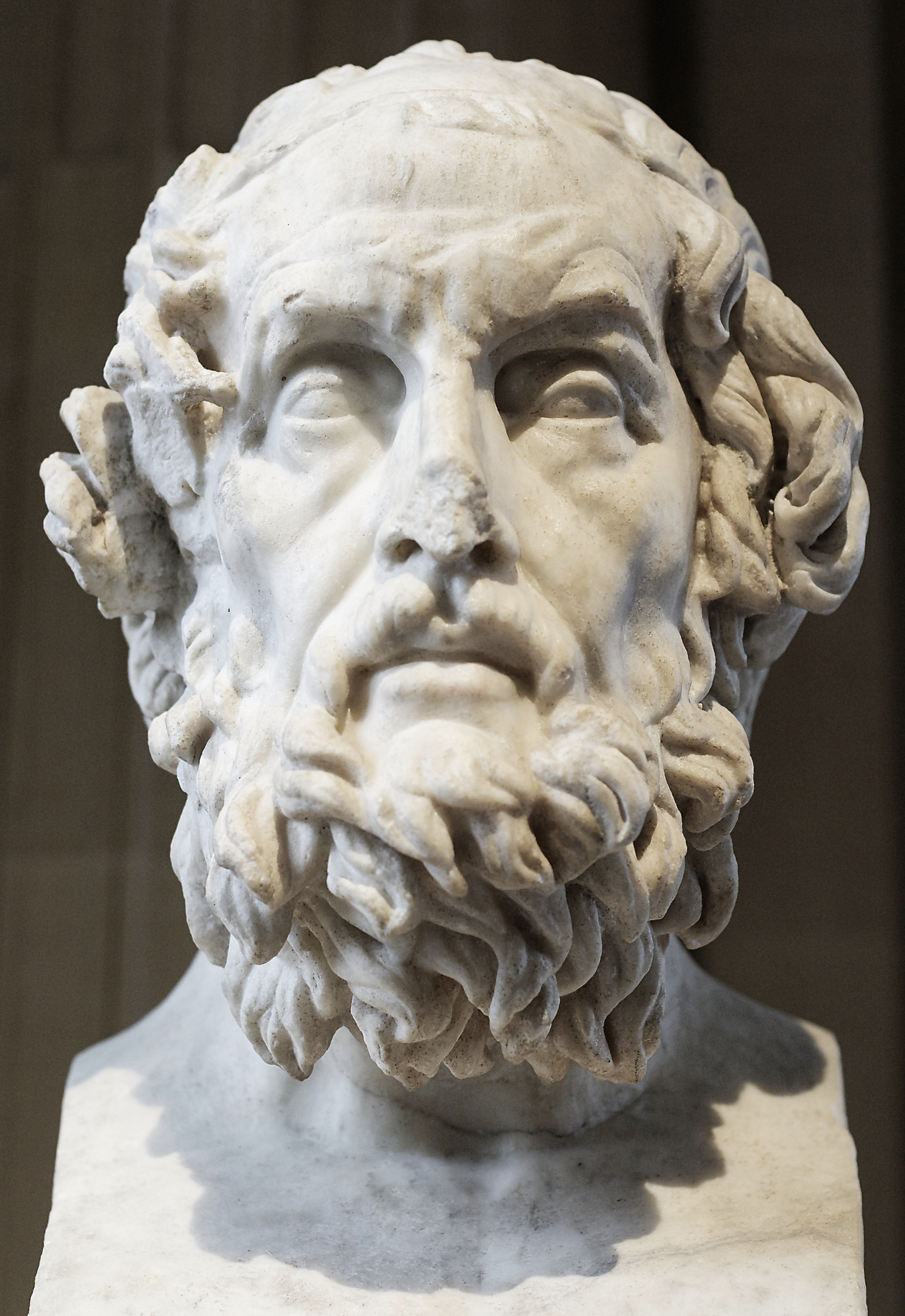
De même pour le Buste d’Homère du Louvre
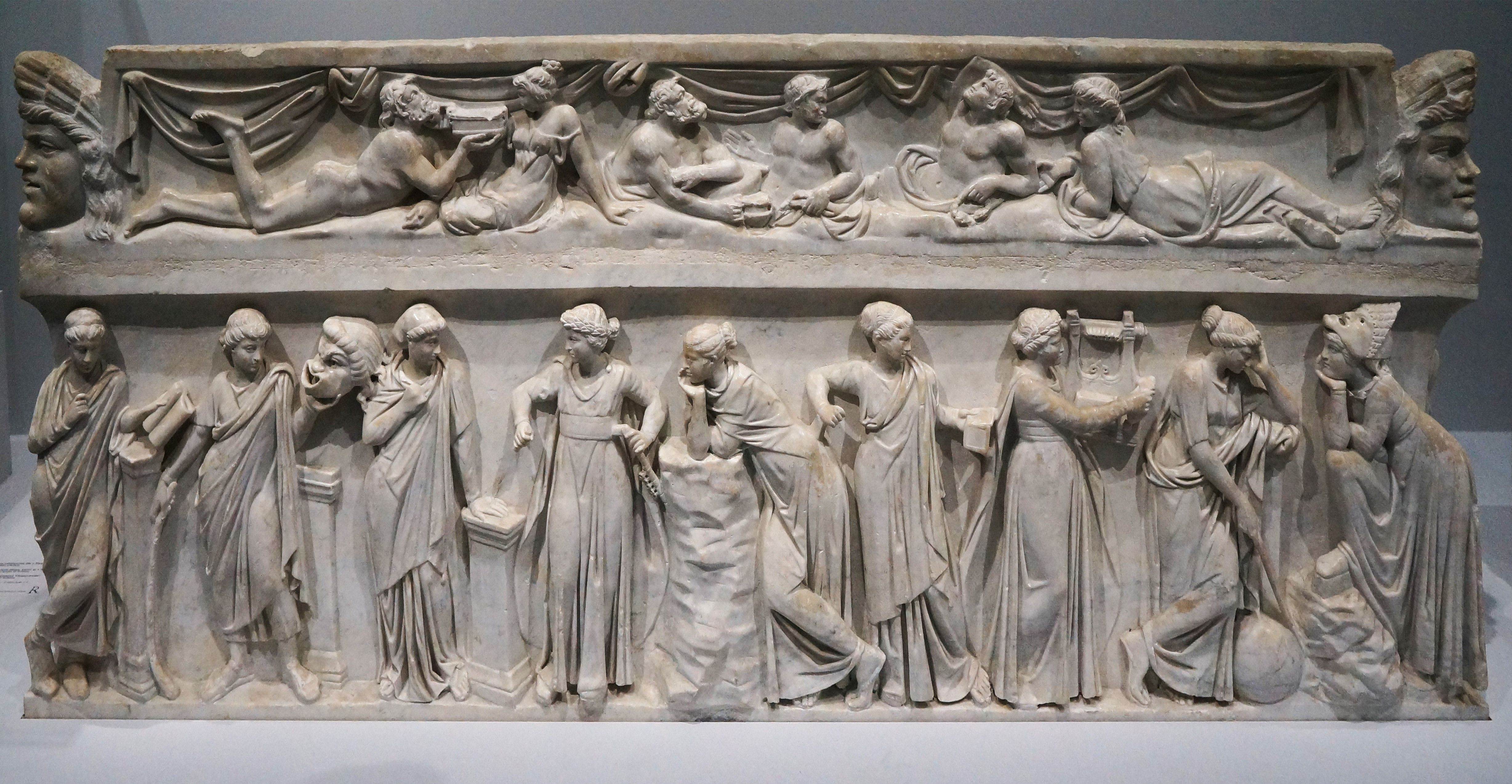
Sarcophage des Muses, anciennement aux Musées du Capitole de Rome et cédé à la France aujourd’hui au Louvre-Lens
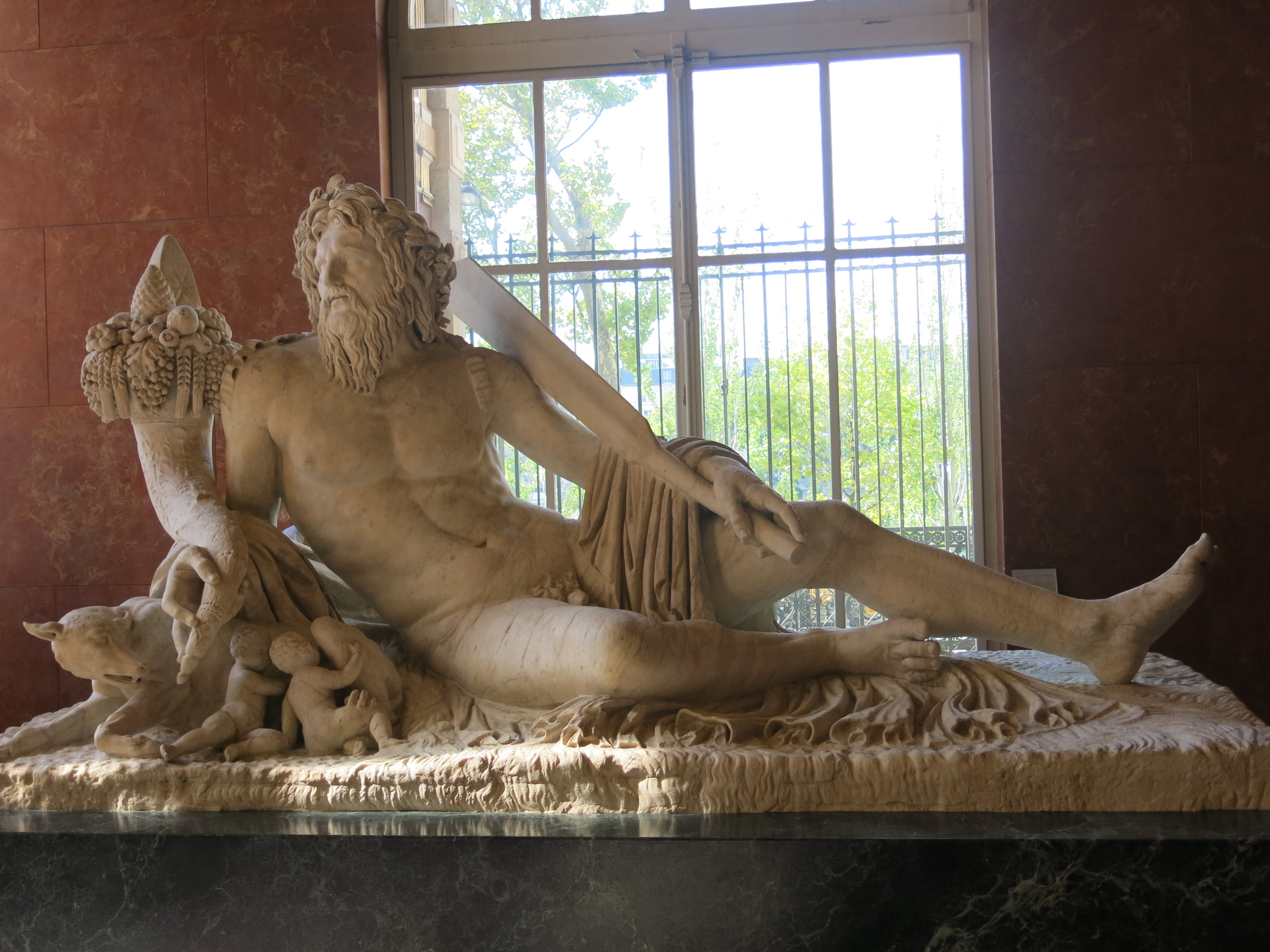
Sculpture du Tibre (fleuve romain) qui coule désormais dans les galeries romaines du Louvre
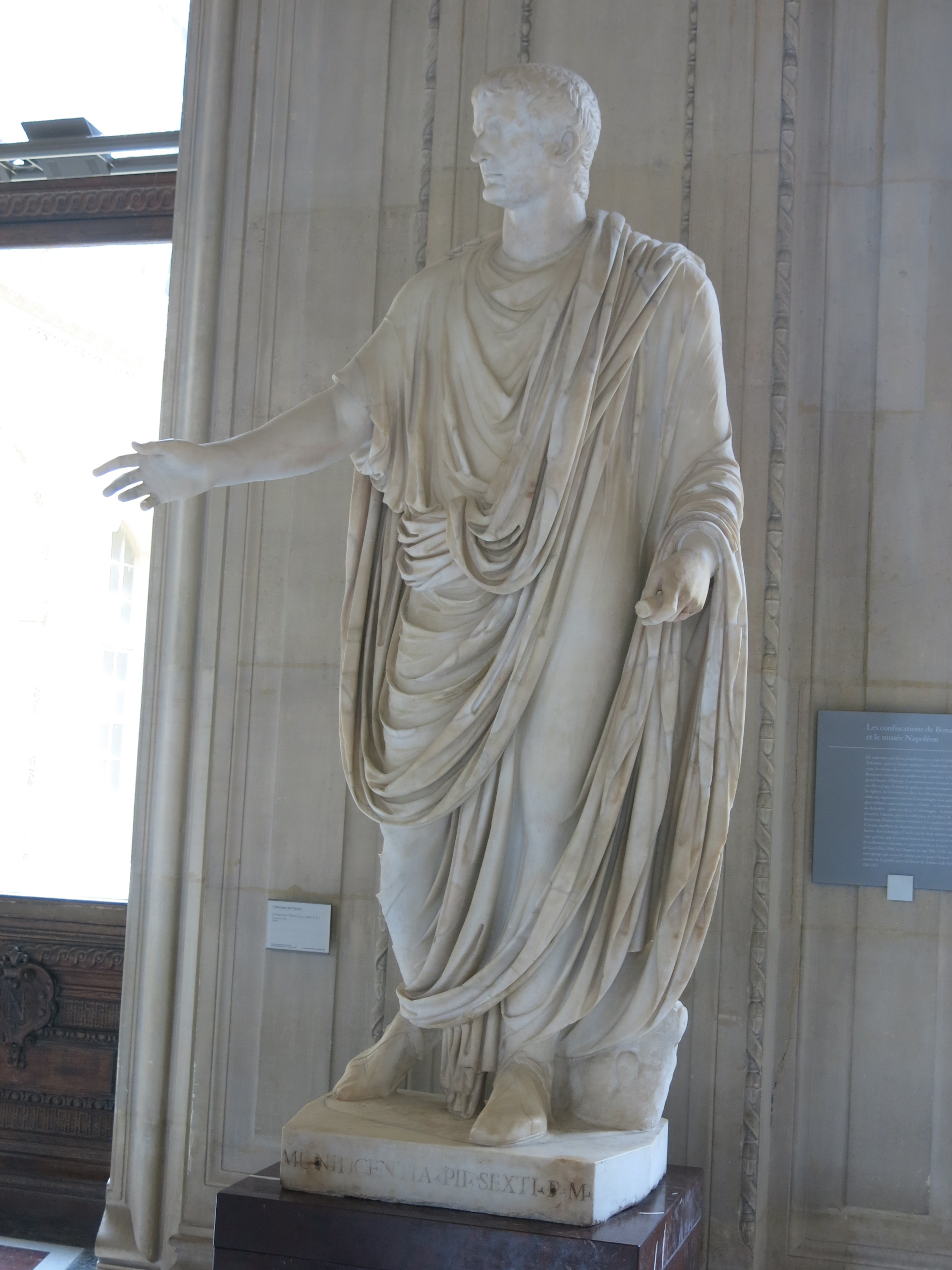
L’Empereur Tibère au Louvre